# ミクソリディア旋法の協奏曲
ミクソリディア旋法の協奏曲（Concerto in modo misolidio）は、オットリーノ・レスピーギが作曲したピアノ協奏曲。

## 概要
レスピーギの教え子で後に妻となるエルザ・オリヴィエーリ＝サンジャコモはグレゴリオ聖歌を学んでおり、これがきっかけとなってレスピーギは昇階曲の神秘性に魅せられる。この音楽の旋律の可能性を素早く理解した彼は、より幅広い聴衆が理解できるようにこれを当代の様式に作り変えようとしたのであった。作曲は1925年の夏に驚くべき速さで進められてただちに出版社に持ち込まれた。レスピーギは過去の仕事に再び手を加えることを極度に嫌っており、本作にも修正が加えられることはなかった。作曲者本人としては大変な自信作であり、他の自作が忘れ去られたとしても本作は生き残るであろうと考えていたという。
初演は1925年12月31日、ニューヨークのカーネギーホールにおいて行われた。ピアノ独奏は作曲者自身、ウィレム・メンゲルベルクの指揮、ニューヨーク・フィルハーモニックの演奏であった。これがレスピーギのアメリカデビューであった。聴衆からは温かく迎えられたものの、オーリン・ダウンズは楽曲の出来栄えに関して懸念を表明している。作曲者自身の独奏、ハインツ・フーガーがタクトを握ったアムステルダムのコンセルトヘボウとベルリン（1926年11月11日）での演奏、並びにカルロ・ゼッキがソロを弾きベルナルディーノ・モリナーリが指揮したローマ（1927年4月10日）の演奏の評判は芳しくなく、作曲者の自信とは裏腹に本作はその後数十年の間忘れられることになる。
レスピーギのピアノ演奏は独学で習得したものであり、本作についても専門家ではない自らの演奏を念頭に作曲したと述べている。それゆえ演奏には「非ピアニスティック」な書法に由来する困難さが伴うと指摘されることもある。
楽曲冒頭にはモットーとして詩篇47篇から「Omnes gentes plaudite manibus」（もろもろの民よ、手を打ち）が引用されている。

## 演奏時間
約39分。

## 楽器編成
ピアノ独奏、フルート2、ピッコロ、オーボエ2、コーラングレ、クラリネット2（BとA）、ホルン4（F）、トランペット2（B）、トロンボーン3、テューバ、ティンパニ、ハープ、弦五部。

## 楽曲構成

### 第1楽章
Moderato
この楽章にはグレゴリオ聖歌から『Viri Galilaei』（ガリラヤ人たちよ）が引用されている。オーケストラが短く変ホ音を奏したのに続き、ピアノが聖歌の旋律を朗々と歌い上げる（譜例1）。
譜例１
比較的長い冒頭のピアノ独奏部、及び管弦楽が加わり続く部分も譜例1を素材に展開される。やがて譜例2の新しい主題が出て、この主題を中心に進んでいく。
譜例2
管弦楽が譜例1を奏した後でピアノが急速なアルペッジョを奏で始めるが、ここで聞かれるカノン風の楽想が第3の主題といえる。再び譜例1を中心とした進行に戻り、独奏ピアノのカデンツァに至る。カデンツァは静かに進んでいき、譜例2の回想から盛り上がり頂点を迎える。最後はピアノが鐘の音のような和音を淡々と続け、管弦楽が譜例１を響かせつつ静かに閉じられる。

### 第2楽章
Lento
三部形式。聖歌『Alléluia』（アレルヤ）が引用されている。ピアノの静かな和音の上で管弦楽が譜例3を奏でて開始する。
譜例3
同じ旋律が繰り返された後ピアノが新しい素材を出し、オーケストラのコラールを挟んでピアノの急速な音型へと発展する。これを繰り返し、ピアノの独奏部、休止部を経て穏やかに推移する。やがて譜例3が再現されてクライマックスを形成するが、その終わりにピアノの独奏部が置かれてアタッカで終楽章へ接続される。

### 第3楽章
Allegro energico.
パッサカリア。主題と18の変奏で構成される。聖歌『Kyrie』（キリエ）が引用される。ピアノによる力強い主題の提示に開始する（譜例4）。
譜例4
冒頭の勢いを保ったまま進んでいくと、ピアノの高音でのグリッサンドが特徴的な変奏で静まっていく。やがて明るい調子に転じるが長くは続かず、キビキビとした変奏に戻っていく。自在なピアノ書法により再び明るい変奏が行われ、最後は金管楽器による堂々とした主題の再現を経て力強く全曲に終止符を打つ。